# Tetraponera hysterica
Tetraponera hysterica é uma espécie de formiga do gênero Tetraponera, pertencente à subfamília Pseudomyrmecinae.